# Pułk Konny Dywizji Kijowskiej
4 pułk konny Dywizji Kijowskiej – oddział kawalerii Armii Ukraińskiej Republiki Ludowej.

## Formowanie i zmiany organizacyjne
W wyniku rozmów atamana Symona Petlury z naczelnikiem państwa i zarazem naczelnym wodzem wojsk polskich Józefem Piłsudskim prowadzonych w grudniu 1919, ten ostatni wyraził zgodę na tworzenie ukraińskich jednostek wojskowych w Polsce.
Oddział został sformowany w ramach Zbiorczej Dywizji Kijowskiej i w jej składzie wziął udział w I pochodzie zimowym. Posiadał trzy sotnie kawalerii i konny pluton artylerii. Rozkazem nr 187 z 5 września 1920 jednostka otrzymała miano 4 pułku konnego, a rozkazem Dowództwa Armii Czynnej nr 183 zatwierdzono jego pełną nazwę: 4 pułk konny Dywizji Kijowskiej.
W październiku Armia URL przeprowadziła mobilizację. W jej wyniku liczebność jej oddziałów znacznie wzrosła. W związku z podpisaniem przez Polskę układu o zawieszeniu broni na froncie przeciwbolszewickim, od 18 października  wojska ukraińskie zmuszone były prowadzić działania zbrojne samodzielnie.
Pod koniec listopada, po przejściu na zachodni brzeg Zbrucza, pułk został internowany i rozbrojony przez Wojsko Polskie. 5 grudnia do pułku włączono sztabowe: samodzielną sotnię kawalerii i samodzielną sotnię piechoty.
W związku z demobilizacją Armii URL i likwidacją obozów internowania żołnierzy ukraińskich w Polsce, pułk w 1924 został rozformowany.

## Żołnierze pułku
| Dowódcy jednostki                |                        |       |
| Stopień imię i nazwisko          | Okres pełnienia służby | Uwagi |
| sot. Jurij Tysarewskyj           | do 22 IV               |       |
| sot. Fedir Hrybowskyj            | 22 IV – 1 V            |       |
| sot. Jurij Tysarewskyj           | 1 – 12 V               |       |
| płk Mychajło Szulajiw            | 12 V – 8 VI            |       |
| sot. Franc Borys                 | 8 VI – 4 IX            |       |
| por. Mychajło Palij-Sydorianskyj | 4 IX – koniec wojny    |       |